# Wolfgang Großstück
Wolfgang Großstück (* 3. Oktober 1932; † 31. Mai 2011 in Dresden) war ein deutscher Fußballspieler. In der höchsten Spielklasse des DDR-Fußballs, der Oberliga, spielte der Torhüter für den SC Einheit Dresden. Großstück stand einmal für die DDR-Nationalmannschaft zwischen den Pfosten.

## Sportliche Laufbahn
1948/49 wurden in Ostdeutschland zentrale Sportvereinigungen gegliedert nach Produktions-, Dienstleistungs- und Verwaltungsbereichen gegründet, denen Betriebssportgemeinschaften (BSG) des jeweiligen Bereichs untergeordnet waren. Als Schwerpunktzentren gründeten die Sportvereinigungen 1954/55 in den meisten DDR-Großstädten Sportclubs. Spielerwechsel bei den Fußballsektionen durften in den Anfangsjahren des DDR-Fußballs in der Regel nur innerhalb der jeweiligen Sportvereinigung stattfinden.
Ein anschauliches Beispiel für dieses Verfahren bietet der Beginn der Karriere des über 1,90 Meter großen Torwarts Wolfgang Großstück. Er stand seit den frühen 1950er-Jahren im Tor der nordbrandenburgischen BSG Einheit Templin. Im Frühjahr 1955 war die Bezirksligamannschaft zu einem Freundschaftsspiel beim Zweitligisten Einheit Greifswald zu Gast. Unter den Zuschauern befanden sich auch Funktionäre der Sportvereinigung Einheit (Staatliche Verwaltungen), die für ihren im November 1954 gegründeten Schwerpunktclub SC Einheit Dresden nach einem neuen Torwart Ausschau hielten. Er sollte den bisherigen, schon 35 Jahre alten Stammtorhüter Fritz Ritter ablösen. Großstück muss in diesem Spiel eine gute Figur gemacht haben, denn die Einheit-Funktionäre veranlassten den Wechsel nach Dresden zu Beginn der Übergangsrunde 1955, die zur Überbrückung des Saison-Rhythmus von Herbst/Frühjahr zum Kalenderjahr nach sowjetischem Vorbild durchgeführt wurde. Seine erste Erstligapartie bestritt Großstück am 11. Dezember 1955 im Heimspiel gegen den SC Wismut Karl-Marx-Stadt (0:2).
Mit Einheit Dresden spielte Großstück, der „Lange“ genannt, acht Jahre in der höchsten Spielklasse des DDR-Fußballs. Ein besonders erfolgreiches Jahr war für ihn 1958. Zunächst in der B-Nationalelf des DFV eingesetzt, erhielt er im Herbst eine Berufung zum A-Länderspiel DDR gegen Bulgarien, das am 5. Oktober in Ost-Berlin stattfand. Nationaltrainer Fritz Gödicke war auf der Suche nach einem zweiten Torhüter hinter Karl-Heinz Spickenagel und wollte nach Günter Busch, Rolf Jahn und Klaus Thiele nun den Dresdener Torwart ausprobieren. Ob es daran lag, dass weitere Berufungen in die A-Nationalmannschaft nicht erfolgten, weil Großstück den Ausgleichstreffer zum 1:1-Endstand nicht verhindern konnte, ist nicht überliefert. Der 14. Dezember 1958 wurde ein weiterer Höhepunkt in Großstücks Fußballkarriere. Im Endspiel um den DDR-Pokal besiegte Einheit Dresden mit Großstück im Tor den SC Lokomotive Leipzig nach Verlängerung mit 2:1.
Sein letztes Oberligaspiel absolvierte er am 3. Juni 1962 beim SC Empor Rostock. Großstück erlitt mit seiner Mannschaft eine hohe 0:6-Niederlage. Der Abstieg des SC Einheit Dresden wurde aber schon vier Tage zuvor besiegelt, obwohl man am vorletzten Spieltag den gerade zum DDR-Meister gekürten ASK Vorwärts Berlin mit 1:0 besiegte. Großstück spielte dann noch bis zu seinem Karriereende in der DDR-Liga. Für Einheit Dresden hatte er 273 Pflichtspiele bestritten, davon waren 129 Punktspiele in der Oberliga sowie sieben in der zweitklassigen Liga im ersten Jahr nach dem Abstieg. Nachdem die Fußballsektion des SC Einheit in die neu gegründete Fußballspielvereinigung (FSV) Lokomotive Dresden eingegliedert wurde, war Großstück dort noch bis 1969 Ersatztorwart und bestritt weitere 17 Spiele in der DDR-Liga.

## Weiterer Werdegang
Mit 37 Jahren nahm Großstück endgültig Abschied vom Leistungsfußball. Für viele Jahre war er noch als Torwarttrainer tätig. Er verhalf unteren anderem seinem Nachfolger Werner Friese zu einem glänzenden Karrierebeginn bei Einheit / Lok Dresden, der ihn später zum 1. FC Lok Leipzig und in den Kader der DDR-A-Nationalelf führte.